# Pat Rice
Patrick James Rice (Belfast, Irlanda del Norte, 17 de marzo de 1949), más conocido como Pat, es un entrenador norirlandés que fue jugador de fútbol. Jugó más de 400 partidos en el Arsenal con el que ganó el doblete (liga y copa) y 100 más con el Watford FC.
Con la selección norirlandesa jugó 49 partidos.
Trabajó como asstente técnico del entrenador del Arsenal, Arsène Wenger, desde 1996, hasta  2012. En esta etapa, ha ayudado al club a ganar 2 dobletes más, entre otros trofeos. Accedió a este puesto después de ser el entrenador del Arsenal juvenil. El 5 de mayo de 2012, se anunció que Rice dejaría el cargo después de 44 años acumulados en el club, desde que se unió como aprendiz, siendo el partido en casa contra Norwich su último partido en casa como número 2 del Arsenal. Wenger declaró: "Pat es una verdadera leyenda del Arsenal y ha dedicado casi toda su vida al Arsenal Football Club, lo que demuestra una gran lealtad y devoción a este club ... Siempre estaré en deuda con él por su conocimiento experto del Arsenal y del fútbol como en los campos de entrenamiento y los días de partido, Pat siempre ha sido un colega apasionado, leal y perspicaz, a quien todos extrañaremos ". Su reemplazo fue el exjugador del Arsenal Steve Bould.
Pat fue nombrado Miembro de la Orden del Imperio Británico (MBE) en los Honores de Año Nuevo 2013 por sus servicios al deporte.

## Carrera como jugador
Patrick jugó de lateral derecho entre 1966 y 1984 en el Arsenal FC y el Watford Football Club.
| Club       | País       | Partidos | Año         |
| ---------- | ---------- | -------- | ----------- |
| Arsenal FC | Inglaterra | 582      | 1964 - 1980 |
| Watford FC | Inglaterra | 137      | 1980 - 1984 |

## Selección nacional
| Selección         | Partidos | Año       |
| ----------------- | -------- | --------- |
| Irlanda del Norte | 49       | 1968-1979 |

## Carrera como entrenador

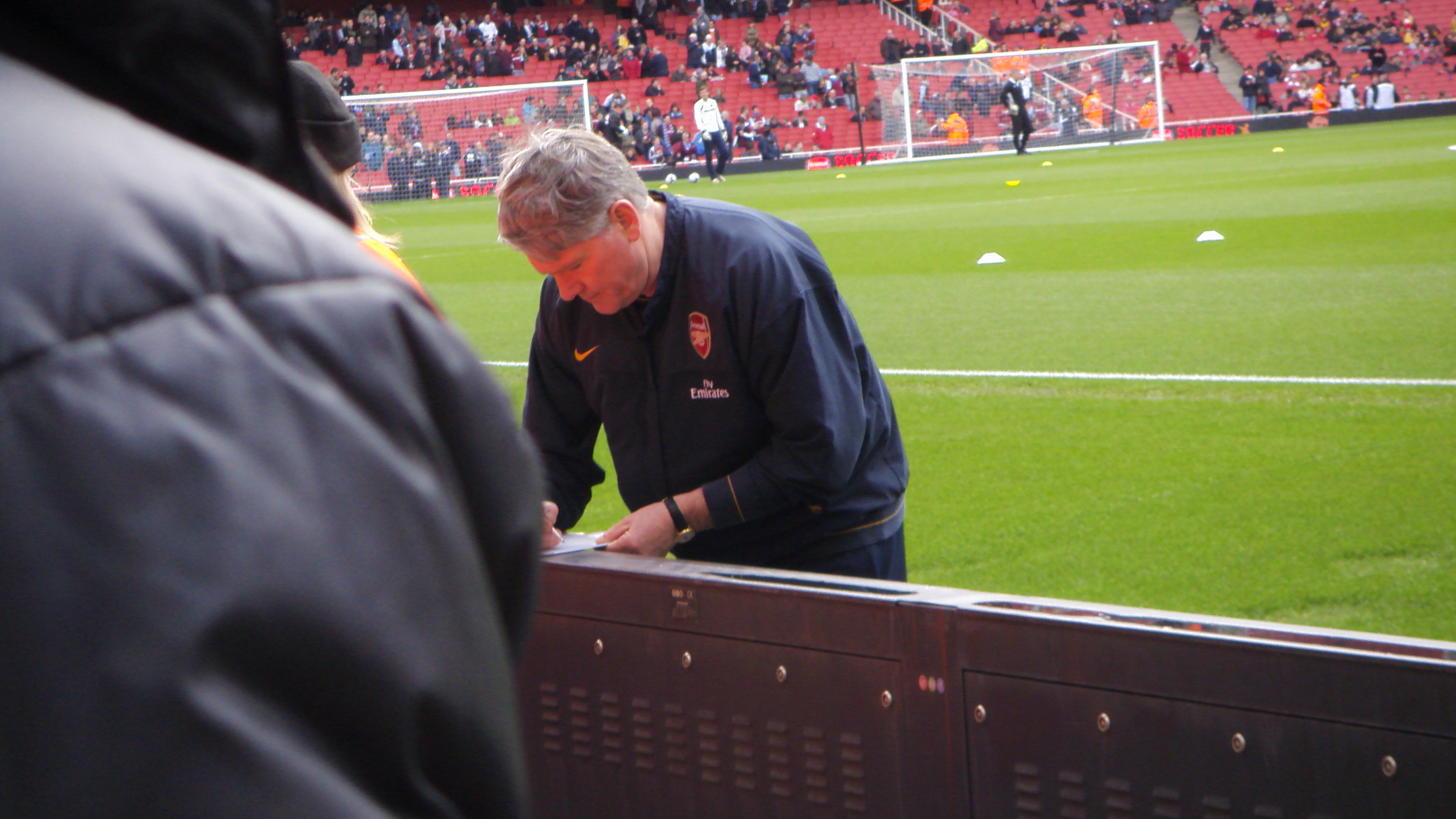
Pat Rice como segundo entrenador del Arsenal Football Club.

Fue segundo entrenador en Arsenal Football Club, donde llegó el 30 de septiembre de 1996, junto a Wenger.
| Club       | País       | Año          |
| ---------- | ---------- | ------------ |
| Arsenal FC | Inglaterra | 1996 - 2012. |